# ナシ・マヌ
ナシ・マヌ（Nasi Manu、1988年8月15日 - ）は、トンガのラグビーユニオン選手。

## プロフィール
- ニュージーランド・リンカーン出身。
- ポジションはフランカー(FL)、ナンバーエイト(No.8)。
- 身長 190cm、体重 110kg
- U20ニュージーランド代表に選ばれたことがある[1]。
- トンガ代表キャップは6(2020年5月現在）でラグビーワールドカップ2019のトンガ代表に選ばれた[2]。

## 略歴
カンタベリー、クルセイダーズ、ハイランダーズ、エディンバラを経て、2017年、ベネットンに加入。
2018年、がんと診断されたも、克服して翌年にはラグビーワールドカップ2019に出場した。
2020年、オタゴに加入。
2021年、日野レッドドルフィンズに加入。
2022年、日野レッドドルフィンズを退団した。